# Peter Jungen

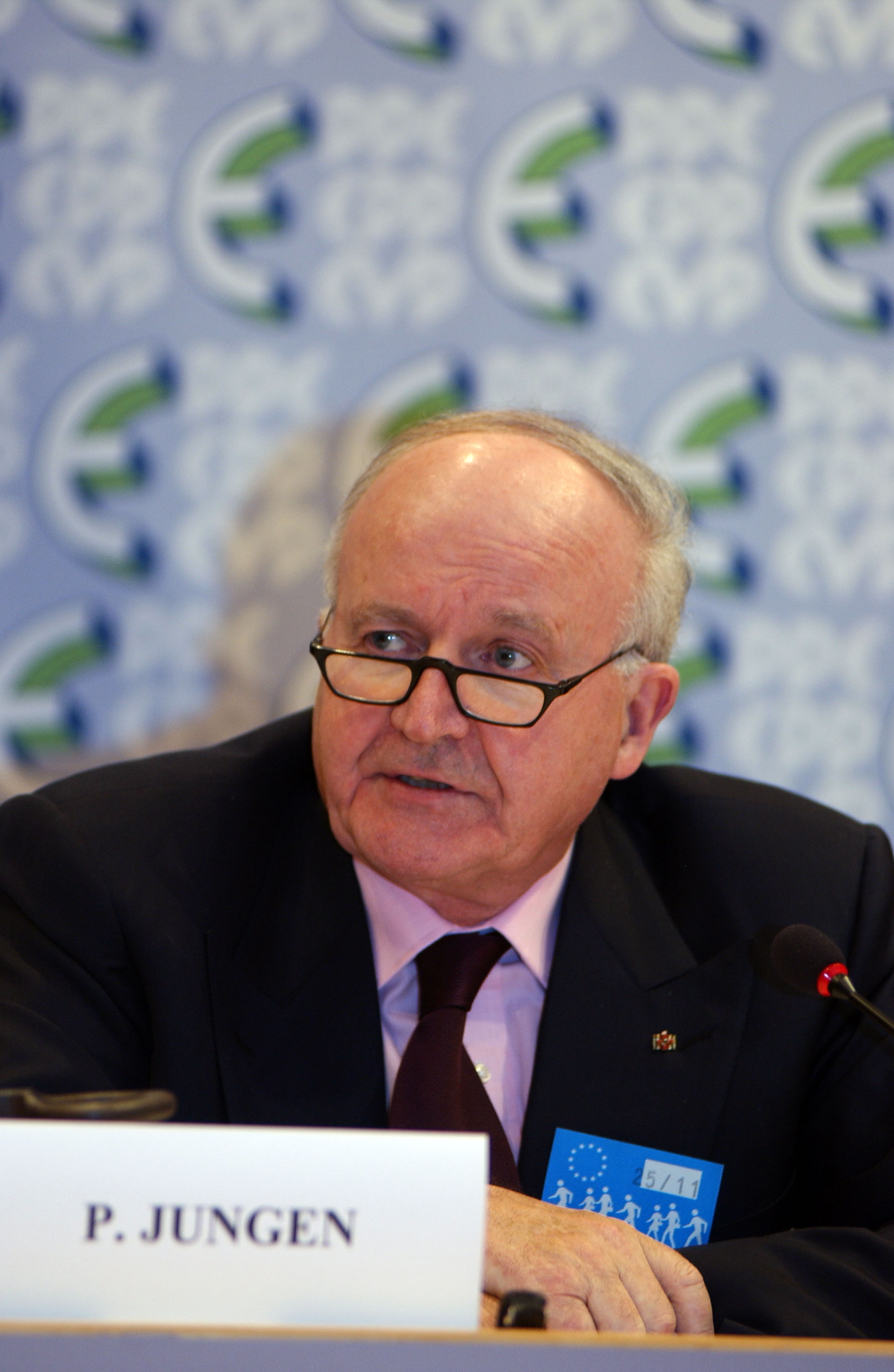
Peter Jungen (2004)

Peter Jungen (* 21. August 1939 in Montabaur) ist ein deutscher Unternehmer.

## Leben
Jungen wuchs in Aachen auf. Nach einem Studium der Volkswirtschaftslehre mit Abschluss Diplom-Volkswirt (1965) an der Universität zu Köln mit einem Austauschjahr an der Cleveland State University ging er in die Wirtschaft. Er gehörte seit 1984 dem Vorstand des Otto-Wolff-Konzerns an, bei dem er 1966 als persönlicher Assistent des Industriellen Otto Wolff von Amerongen anfing.
Nachdem Jungen im November 1986 als Vorsitzender der Geschäftsleitung zurückgetreten war, ging 1987 zunächst die PHB Weserhütte AG (PWH), deren Vorstandsvorsitzender Jungen war, in die Insolvenz. Infolge von Zuschüssen in das Konkursverfahren zur Abwendung möglicher weiterer Haftung, verlor Wolff bis 1990 seinen gesamten Otto-Wolff-Konzern.
Ab 1987 war Jungen Vorstandschef der deutschen Strabag AG in Köln als Nachfolger von Gerhardt Hartwich.
Peter Jungen ist Gesellschafter der Peter-Jungen-Holding. Er ist im Bereich New Economy tätig, unter anderem mit einer führenden Preisvergleichsplattform und im Startup- und Business-Angel-Segment.
Jungen ist Mitglied in mehreren Aufsichts- und Beiräten. Er engagiert sich für Netzwerke und Organisationen wie dem Hayek-Institut oder der Mont Pèlerin Society. In einem Interview in der Tageszeitung Die Welt von 2010 bezeichnete er den Kapitalismus als „größte NGO der Menschheitsgeschichte“ und als „ein Bottom-up-System.“ Dieses „befreit die Menschen, ihre Talente auszuüben, statt sich von einem abhängig zu machen, der ihnen sagt, was sie dürfen und was nicht.“
Bis zu ihrer Auflösung war Jungen außerdem Co-Präsident der „Europäischen Mittelstands- und Wirtschaftsvereinigung“ (SME UNION).

## Ehrenamt

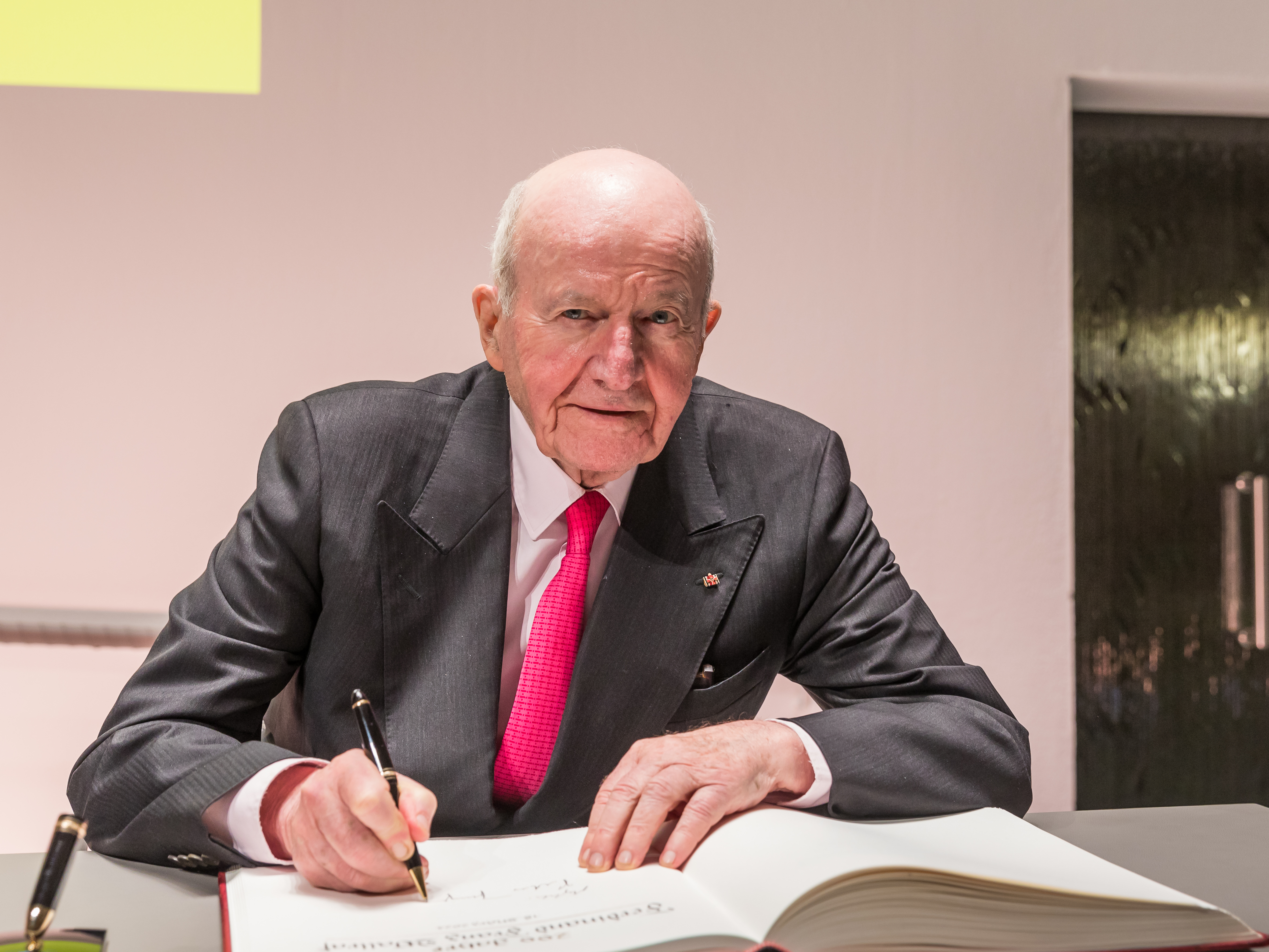
Peter Jungen. Eintragung in der Gästebuch der Stadt Köln im Rahmen des Festaktes zum 200. Todestag von Ferdinand Franz Wallraf, 2024

Jungen engagiert sich ehrenamtlich. 2015 wählte ihn der Stifterrat des Kölner Wallraf-Richartz-Museum & Fondation Corboud in Nachfolge des verstorbenen Alfred Neven DuMont zu seinem Vorsitzenden. 2013 wurde er zum Chairman des Project Syndicate berufen, einem Zusammenschluss von ca. 500 Zeitungen und Zeitschriften aus 150 Ländern zu einer Plattform für die Diskussion von globalen Trends und die Verbreitung neuer Ideen.

## Kritik
Jungen ist Präsident des European Enterprise Institut (EEI), das nach Recherchen von Greenpeace aus dem Jahr 2018 Teil eines Netzwerks zur Bekämpfung von Klimaschutz-Maßnahmen sei.

## Ehrungen und Auszeichnungen
2000 nannte ihn die Wirtschaftswoche eine der wichtigsten Personen, welche die „New Economy“ beeinflusst haben. Jungen erhielt 1999 das Große Verdienstkreuz des Verdienstordens der Bundesrepublik Deutschland.